# MBank
Die mBank S.A. (bis November 2013 BRE Bank) ist die viertgrößte polnische Universalbank. Der Unternehmenssitz befindet sich in Warschau.
Sie wurde 1986 als staatliche Bank Rozwoju Eksportu für die Finanzierung der polnischen Exportwirtschaft gegründet und war die erste privatisierte polnische Bank (Börsengang 1992).
Die Bank erreicht ca. 5,7 Mio. Privat- und 29.100 Geschäftskunden:4 in Polen, Tschechien und der Slowakei:12.
Die Aktie des Unternehmens wird an der Warschauer Wertpapierbörse gehandelt und ist in deren Leitindizes WIG 20 und WIG30 enthalten.

## Hintergrund
Bis zur Namensänderung der Gesellschaft im November 2013 war die mBank seit 2000 eine Marke für eine Online-Bank der BRE Bank. Sie besaß keine Filialen, nur Finanzzentren und mKIOSKe, wo man alle Bankgeschäfte erledigen konnte. Bargeld konnte man an Geldautomaten ein- und auszahlen, einzahlen konnte man auch in manchen Geschäften. Die Bankkunden verwalteten ihr Konto durch Internetservice, Telefon und SMS.

## Aktionärsstruktur
Das Grundkapital der Gesellschaft beträgt 169.468.160 Złoty und verteilt sich auf 42.356.040 Inhaberaktien  sowie 11.000 Namensaktien zum Nennwert von je 4,00 Złoty.:13
| Aktionär                                          | Anzahl gehaltener Aktien | Anteil am Grundkapital | Stimmrechtsanteil |
| ------------------------------------------------- | ------------------------ | ---------------------- | ----------------- |
| Commerzbank AG                                    | 29.352.897               | 69,28 %                | 69,28 %           |
| Nationale-Nederlanden OFE (offener Pensionsfonds) | 2.145.215                | 5,06 %                 | 5,06 %            |
| Streubesitz                                       | 10.868.928               | 25,65 %                | 25,65 %           |

Die Commerzbank gab im September 2019 bekannt, sich von ihrer Beteiligung an der mBank trennen zu wollen. Der Verkauf der Beteiligung fand jedoch nicht statt, die Bank nahm von ihren Verkaufsplänen schließlich Abstand mit der Begründung, dass „im aktuell von der Coronakrise geprägten Umfeld eine Transaktion zu attraktiven Bedingungen nicht erreichbar [erscheine]“.